# 中华人民共和国外国人旅行证

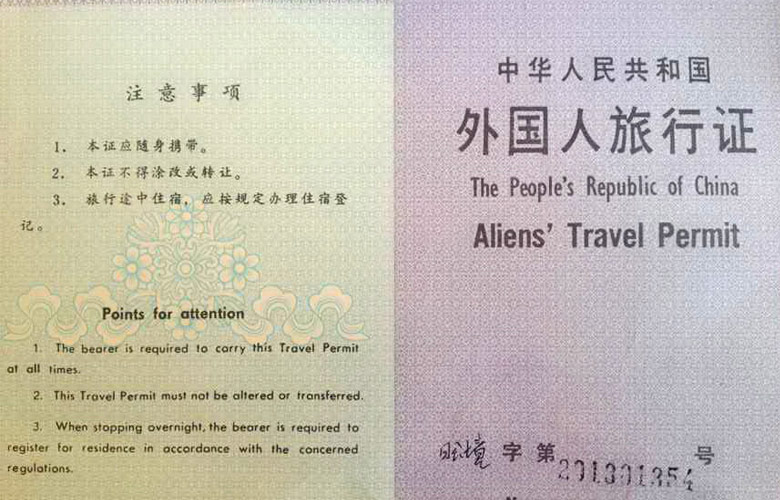
一份签发给珠峰旅行者的旅行证

中华人民共和国外国人旅行证（英語：The People's Republic of China Aliens' Travel Permit）是中华人民共和国政府应请求颁发给境内外国人（Aliens）的一种国际旅行证件，主要用于持证人前往中国大陆境内的对外国人控制开放地区和非开放地区。 

## 简介

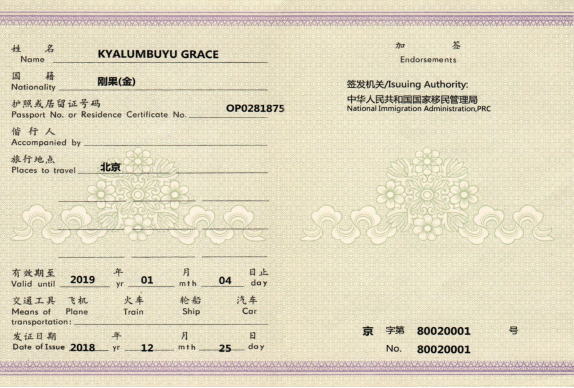
中华人民共和国外国人旅行证内页

1982年10月9日，国务院、中央军委批转《公安部、总参谋部、外交部、国家旅游局关于外国人在我国旅行管理的规定》的通知（国发〔1982〕31号文件）。外国人旅行地区分为以下几类：
- 甲类地区：外国人前往这类地区，不办旅行证，不需事先通知。
- 乙类地区：是指除甲类地区外，已经对外开放、控制开放和新增加开放的地区。外国人前往这类地区，仍需办旅行证，一般均可批准。
- 丙类地区：是指一般性非开放地区，有外国人经常去考察、进行科技交流、现场施工等公务活动的地区。这些地区，可准许有关的外国人前往，但要办旅行证。
- 丁类地区：是指除甲、乙、丙三类地区以外的其它非开放地区。外国人因特殊情况需要去这类地区的，接待单位要事先征得前往地的省、自治区人民政府和大军区的同意，然后向公安机关申领旅行证，方可前往。

1985年12月23日， 国务院办公厅、中央军委办公厅转发公安部等部门《关于对外开放地区不再分甲乙类的请示》的通知（国办发〔1985〕90号）。取消对外开放地区的甲、乙类之分，统称为开放地区；同时将丙、丁类地区改称为控制开放地区和非开放地区。
《中华人民共和国外国人入境出境管理法》（1986年2月1日起施行；2012年6月30日废止）第二十一条规定：“外国人前往不对外国人开放的地区旅行，必须向当地公安机关申请旅行证件。”《中华人民共和国外国人入境出境管理法实施细则》（1986年12月3日国务院批准，1986年12月27日公安部、外交部发布；1994年7月13日国务院批准修订；2010年4月24日根据《国务院关于修改〈中华人民共和国外国人入境出境管理法实施细则〉的决定》修订）第三十四条规定：“外国人前往不对外国人开放的市、县旅行，须事先向所在市、县公安局申请旅行证，获准后方可前往。”2012年6月30日，《中华人民共和国出境入境管理法》公布，自2013年7月1日起施行；《中华人民共和国外国人入境出境管理法》同时废止。
《中华人民共和国边境管理区通行证管理办法》（1999年9月4日公安部令第42号发布施行）第七条规定：“外国人、无国籍人前往未对外国人开放的边境管理区，须持公安机关签发的《中华人民共和国外国人旅行证》。”
《中华人民共和国外国人旅行证》在形式上和一般的本式护照相同，共20页。封皮是深灰色。封面上方以中文繁体字印着“中華人民共和國” 字样，中间印有中华人民共和国国徽，下方以中文繁体字、法文、英文印着“外國人旅行證”字样。证内的各个项目均以中文繁体字、法文、英文书写。封二印有 “本旅行證供外國人國際旅行使用，持用本證不影響持證人的國籍”。证内的各页分别为：
- 第1页：旅行证名称、号码、持证人姓名、国籍；
- 第2页：持证人职业、出生年月日、姓名、偕行儿童；
- 第3页：持证人照片及签名；
- 第4页：本旅行证有效地区和有效期、发证机关和发证日期；
- 第5页：备注；
- 第6－20页：签证页。[1]

《中华人民共和国外国人旅行证》的有效地区一般是世界各国，其有效期由发证机关依据持证人的具体情况而确定。《中华人民共和国外国人旅行证》由中华人民共和国外交部领事司颁发。《中华人民共和国外国人通行证》是《中华人民共和国外国人旅行证》的简易本，中国国内发证机关是中华人民共和国外交部领事司，中国驻外使、领馆或者外交部授权的其他驻外机关也可颁发《中华人民共和国外国人通行证》。持有上述《中华人民共和国外国人旅行证》或《中华人民共和国外国人通行证》的外国人如欲再返回中华人民共和国，须申办中华人民共和国的入境签证。